# West Memphis
|  | Dieser Artikel wurde aufgrund von inhaltlichen Mängeln auf der Qualitätssicherungsseite des Projektes USA eingetragen. Hilf mit, die Qualität dieses Artikels auf ein akzeptables Niveau zu bringen, und beteilige dich an der Diskussion! Eine nähere Beschreibung der zu behebenden Mängel fehlt. |

West Memphis ist eine City im Crittenden County im US-amerikanischen Bundesstaat Arkansas mit 26.247 Einwohnern (Stand: 2010). Sie liegt am Mississippi River.

## Geographie
Die geographischen Koordinaten sind: 35,15° Nord, 90,18° West. Das Stadtgebiet hat eine Größe von 68,8 km². Die Stadt ist Teil der Metropolregion Memphis.
Die vierspurige Memphis–Arkansas Bridge (Interstate 55) verbindet West Memphis mit Memphis in Tennessee. In unmittelbarer Nachbarschaft befinden sich zwei Eisenbahnbrücken (Frisco und Harahan Bridge), wobei die Harahan Bridge bis 1949 an ihren Außenseiten je eine Fahrbahn für Kraftfahrzeuge führte. Heute ist die Nordseite der Brücke als Fußgängerbrücke ausgebaut und Teil eines über 15 km langen Radweges zwischen den Stadtzentren von Memphis und West Memphis.
Ein öffentlicher Personennahverkehr wird derzeit nicht angeboten.

## Geschichte
Der Crittenden County wurde 1825 gegründet. Eine erste kleine Siedlung mit dem Namen West Memphis entstand dort in den 1880er Jahren. Zack T. Bragg gründete errichtete 1914 hier eine Sägemühle. Die sich entwickelnde Ansiedlung erhielt 1927 die Stadtrechte. Zack T. Bragg wurde der erste Bürgermeister der Stadt. Die Stadt wurde mit dem Fall der West Memphis Three, einem umstrittenen Kriminalfall, auch international bekannt.

## Persönlichkeiten
Berühmtester Einwohner der Stadt ist der Blues-Sänger Sonny Boy Williamson II.; der legendäre Musiker Wayne Jackson von den Memphis Horns wuchs hier auf.
Weitere bekannte Einwohner sind:
- Little Willie Anderson (1920–1991), Bluesmusiker
- Sid Vicious (1960–2024), Wrestler
- Marcus Brown (* 1974), Basketballspieler
- Sonny Weems (* 1986), Basketballspieler
- Jekalyn Carr (* 1997), Gospel-Sängerin